# 努文木仁乡
努文牧仁乡，是中华人民共和国内蒙古自治区兴安盟扎赉特旗下辖的一个乡镇级行政单位。

## 行政区划
努文牧仁乡下辖以下地区：
中心村、宝聚源嘎查委会、两家子嘎查委会、新民嘎查委会、哈日太来嘎查委会、乌兰村、乌日和其村和杏花村。